# Renault R.S.16
Chronologie des modèles (2016)
Renault R31 Renault R.S.17
La Renault R.S.16 est la monoplace de Formule 1 engagée par l'équipe Renault Sport Formula One Team dans le championnat du monde de Formule 1 2016. La livrée provisoire a été présentée le 3 février 2016 à Guyancourt. Elle est pilotée par le Danois Kevin Magnussen et le Britannique Jolyon Palmer. Les pilotes d'essais sont le Français Esteban Ocon, pilote de réserve, et l'Espagnole Carmen Jordá. La RS16 marque le retour de Renault en tant qu'écurie après cinq ans d'absence.

## Création de la monoplace
Le 18 décembre 2015, après quatre ans d'absence en tant qu'écurie, Renault revient en Formule 1 après avoir racheté l'écurie britannique Lotus F1 Team née de la vente de l'ancienne écurie Renault en 2010, pour une livre sterling symbolique. 10 % de l'écurie est conservée par Genii Capital, l'entité propriétaire de Lotus, tandis que 90 % appartiennent à Grigny, une filiale de Renault qui possédait auparavant Benetton Formula et l'écurie Renault entre 2002 et 2011,. 
Le PDG du constructeur français, Carlos Ghosn, annonce la création de Renault Sport Racing, qui supervise l'activité en sport automobile de Renault F1 Team (châssis) et de Renault Sport (moteur). Dans le même temps, une livrée provisoire de la RS16, est présentée sur la Lotus E23 Hybrid. Pendant cette conférence, Renault annonce en outre la titularisation du Britannique Jolyon Palmer et du Danois Kevin Magnussen, qui remplace Pastor Maldonado, son sponsor, le pétrolier vénézuélien PDVSA ne pouvant plus honorer ses paiements à l'écurie,. De plus, Renault annonce vouloir recruter 200 personnes afin de porter le nombre de personnels à 650 d'ici fin 2017.

## Moteur
| Caractéristiques | Valeur                 |
| ---------------- | ---------------------- |
| Nom              | Renault RE16           |
| Type             | V6 à 90°               |
| Soupapes         | 24                     |
| Cylindrée        | 1600 cm³               |
| Alimentation     | Injection électronique |
| Puissance        | 875 ch                 |

## Résultats en championnat du monde de Formule 1

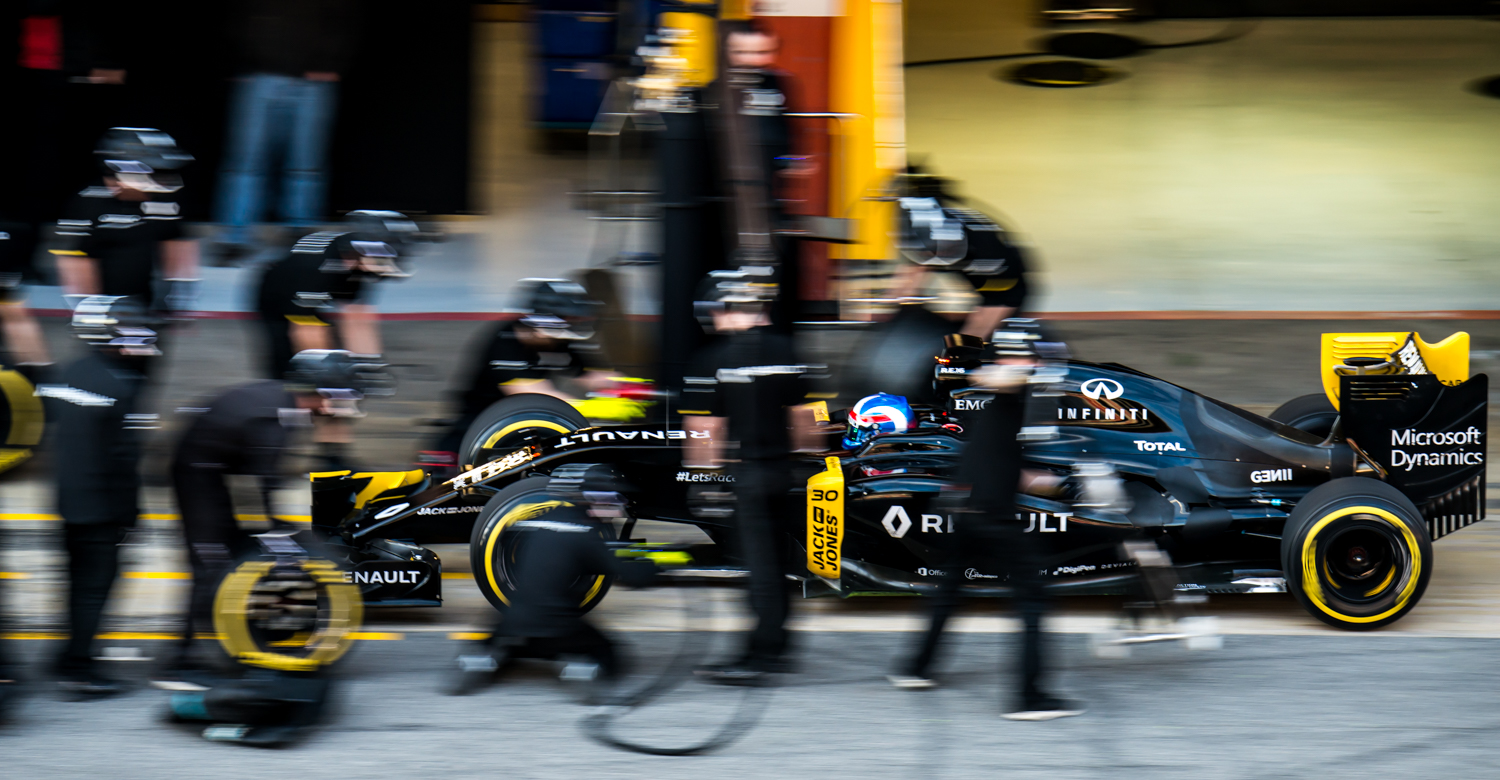
La Renault RS16 est d'abord présentée dans une livrée provisoire à dominance noire.

| Saison | Écurie                         | Moteur                | Pneus   | Pilotes         | Courses | Courses | Courses | Courses | Courses | Courses | Courses | Courses | Courses | Courses | Courses | Courses | Courses | Courses | Courses | Courses | Courses | Courses | Courses | Courses | Courses | Points inscrits | Classement |
| Saison | Écurie                         | Moteur                | Pneus   | Pilotes         | 1       | 2       | 3       | 4       | 5       | 6       | 7       | 8       | 9       | 10      | 11      | 12      | 13      | 14      | 15      | 16      | 17      | 18      | 19      | 20      | 21      | Points inscrits | Classement |
| ------ | ------------------------------ | --------------------- | ------- | --------------- | ------- | ------- | ------- | ------- | ------- | ------- | ------- | ------- | ------- | ------- | ------- | ------- | ------- | ------- | ------- | ------- | ------- | ------- | ------- | ------- | ------- | --------------- | ---------- |
| 2016   | Renault Sport Formula One Team | Renault RE16 V6 Turbo | Pirelli |                 | AUS     | BAH     | CHI     | RUS     | ESP     | MON     | CAN     | EUR     | AUT     | GBR     | HON     | ALL     | BEL     | ITA     | SIN     | MAL     | JAP     | USA     | MEX     | BRÉ     | ABU     | 8               | 9e         |
| 2016   | Renault Sport Formula One Team | Renault RE16 V6 Turbo | Pirelli | Kevin Magnussen | 12e     | 11e     | 17e     | 7e      | 14e     | Abd     | 16e     | 14e     | 14e     | 17e*    | 15e     | 16e     | Abd     | 17e     | 10e     | Abd     | 14e     | 11e     | 17e     | 14e     | Abd     | 8               | 9e         |
| 2016   | Renault Sport Formula One Team | Renault RE16 V6 Turbo | Pirelli | Jolyon Palmer   | 11e     | Np      | 22e     | 13e     | 13e     | Abd     | Abd     | 15e     | 12e     | Abd     | 12e     | 19e     | 15e     | Abd     | 15e     | 10e     | 12e     | 13e     | 14e     | Abd     | 17e     | 8               | 9e         |

Légende : ici
- * Le pilote n'a pas terminé la course mais est classé pour avoir parcouru plus de 90 % de la distance de course.